# Westella & Willerby F.C.
Westella & Willerby F.C. (hiện tại có tên là Westella VIP vì lý do tài trợ) là một câu lạc bộ bóng đá Anh đến từ East Riding of Yorkshire mặc dù họ thi đấu trên sân nhà ở North Lincolnshire, tại Barton Town Old Boys. Hiện tại câu lạc bộ thi đấu ở Northern Counties East Football League Division One.

## Lịch sử
Westella VIP F.C. được thành lập năm 1920 với tên gọi Westella & Willerby, mặc dù trang chủ của câu lạc bộ cho rằng đội thi đấu dưới danh Westella & Willerby khoảng mùa giải 1910–11. Họ thi đấu ở East Riding County League trong nhiều thập kỷ và đến mùa giải 2000–01 họ trở thành thành viên sáng lập của Humber Premier League và trải qua 8 mùa giải ở đây, thành tích thành công nhất khi họ đứng thứ 2 ở mùa giải 2006–07. Năm 2008 đội bóng gia nhập Central Midlands League và ngay lập tức giành quyền thăng hạng từ Premier Division lên Supreme Division khi về đích thứ 2. Năm 2011, giải đấu được tái cơ cấu và câu lạc bộ được xếp vào North Division, vô địch giải đấu mùa giải 2011–12 nhưng vấn đề sân bãi ngăn họ không thể lên hạng Northern Counties East League. Mùa giải 2012–13 đội bóng đổi tên thành Westella Hanson và lần đầu tiên ra mắt ở FA Vase., đổi lại thành tên hiện tại, Westella VIP, vào năm 2014. Năm sau đó, sau 7 mùa giải ở Central Midlands League, đội bóng được thăng hạng Northern Counties East League.

## Danh hiệu
- Central Midlands League North Division
  - Vô địch 2011–12
  - Á quân 2013–14, 2014–15
- Central Midlands League Premier Division
  - Á quân 2008–09
- Humber Premier League
  - Á quân 2006–07

## Kỉ lục
- FA Vase
  - Vòng loại 1 2012–13, 2013–14